# دامون غوبتون
دامون غوبتون (بالإنجليزية: Damon Gupton)‏ مواليد 4 يناير 1973 في ديترويت، هو ممثل أمريكي بدأ مسيرته الفنية سنة 1999. درس في جامعة ميشيغان ومدرسة جوليارد.

## الأعمال

### أفلام
- الخائنة (2002)
- ذا لاست إيربندر (2010)
- هذا هو سن الأربعين (2012)
- ويبلاش (2014)
- لا لا لاند (2016) (بدور: هاري)

### مسلسلات
- القانون والنظام: النية الإجرامية (2010)
- سوتس (2014)
- إمباير (2015) (بدور: كالفين ووكر)
- نزل بيتس (2016)
- عقول إجرامية (2016)

## روابط خارجية
- دامون غوبتون على موقع IMDb (الإنجليزية)
- دامون غوبتون على موقع روتن توميتوز (الإنجليزية)
- دامون غوبتون على موقع قاعدة بيانات برودواي على الإنترنت (الإنجليزية)
- دامون غوبتون على موقع قاعدة بيانات الفيلم (الإنجليزية)